# Dion Fortune
Dion Fortune, pseudoniem van Violet Mary Firth (Bryn-y-Bia (Llandudno), 6 december 1890 – Londen, 8 januari 1946), was een Welshe occultiste.
Tijdens haar leven ontwikkelde Dion Fortune zich tot een van de bekendste occultisten van haar tijd. Ze stichtte een inwijdingsschool in de westerse esoterische traditie, genaamd Fraternity of the Inner Light, en schreef vele boeken over onder meer de Kabbala, 'psychische zelfverdediging' en 'esoterische kosmologie'. Een van haar bekendste werken is The Mystical Qabalah ('De Mystieke Kabbala') uit 1935.

## Jeugd
Ze werd geboren in Wales en groeide op in een streng Christian Science-gezin. Toen ze vier jaar was vertelde ze over visioenen waarin ze Atlantis zag. In 1904, op haar dertiende, kwam haar eerste boek Violets uit, een bundeling van haar gedichten. Naar verluidt zou ze op haar twintigste jaar psychische vermogens hebben ontwikkeld. Het was in die periode dat ze een zenuwinzinking kreeg. Na haar herstel voelde ze zich aangetrokken tot het occulte.

## Opleiding en invloeden
Haar interesse in het occulte werd nog meer aangewakkerd toen ze ging werken als freudiaans analyticus ten tijde van de Eerste Wereldoorlog. Haar eerste occulte trainingen zou ze volgens haar biograaf Alan Richardson ontvangen hebben van een Ierse vrijmetselaar, dokter Theodore Moriarty, die ze waarschijnlijk had ontmoet in de kliniek waar ze werkte. Deze man stond later model voor Dr. Taverner in het boek waarin ze haar korte verhalen bundelde The secrets of Dr Taverner. Haar werk op zowel psychiatrisch als occult gebied is onder andere gebaseerd op de ideeën van haar tijdgenoten Jung en Freud. Zo maakt Fortune in haar magische romans gebruik van Jungs concepten over anima en animus als vrouwelijke en mannelijke krachten waarmee de psyche in evenwicht kon worden gebracht. Violet Firths jeugdvriendin Maiya Tranchell-Hayes introduceerde haar in de Golden Dawn Temple of the Alpha and Omega in 1919. Deze tempel was gevestigd in Londen, als zuidelijke uitloper van de Schotse afdeling van de Golden Dawn en stond onder leiding van dr. JW Brodie-Innes. Een jaar later trad Firth toe tot een Londense tempel onder leiding van Moina Mathers, die het esoterische werk van haar echtgenoot verder zette na zijn vroegtijdige dood tijdens de griepepidemie van 1918. Toen begon ze ook met het schrijven van artikelen onder de naam Dion Fortune. De naam Dion Fortune komt voort uit haar familiemotto: 'Deo Non Fortuna', ofwel `Door God en Niet door Geluk'. Ze koos een variatie op dat motto uit als haar schrijversnaam Dion Fortune. Haar artikelen werden gepubliceerd in boekvorm onder de titels The Esoteric Philosophy of Love and Marriage, Sane Occultism and Psychic Self-Defence. Ze wekten de woede op van Moina Mathers, die van mening was dat Fortune haar eed schond door over zaken te schrijven die vielen onder de geheimhouding van de Golden Dawn.

## Oprichting Society of the Inner Light
Dion Fortune raakte meer en meer gedesillusioneerd door de Golden Dawn en toen in 1921 Dr. Moriarty overleed, voltrok ze haar eigen plan om een eigen esoterische orde te beginnen, samen met wat andere leerlingen van Dr. Moriarty en een paar leden van de Theosofische beweging in Londen. In 1924 kochten zij een oud officiersverblijf van het leger aan de voet van de heuvel Glastonbury Tor in Somerset, beter bekend als 'Chalice Orchard'. Oorspronkelijk opgericht als Christian Mystic Lodge of the Theosophical Society werd dit het eerste hoofdkwartier van de 'Fraternity of the Inner Light'. Later werd de naam weer veranderd in 'Society of the Inner Light'. Niet lang daarna kochten ze ook een groot oud huis in Queensborough Terrace te Londen. Dit was groot genoeg voor de huisvesting van een magische lodge en sommige leden woonden er ook permanent. Fortune en haar man Dr. Penry Evans, van wie ze later weer scheidde, verdeelden hun tijd over de beide locaties.

## Literair werk
Tijdens de jaren dertig schreef Fortune verschillende esoterische romans waarin ze veel 'praktische kennis' verwerkte die ze niet in haar artikelen kwijt kon. Ze verzette ook pionierswerk over het onderwerp Qabalah als sleutel tot de westerse mysterietraditie en haar boek De Mystieke Qabalah groeide uit tot een klassieker. Haar andere belangrijke werk The Cosmic Doctrine, waarvan ze de inhoud 'doorgeseind' kreeg via haar contact met de Masters, was eigenlijk alleen bedoeld voor geïnitieerden. De tekst is bijzonder abstract en moeilijk te doorgronden en wordt meer geschikt geacht voor meditatie dan als leesboek.
Tijdens de Tweede Wereldoorlog organiseerde Fortune naar eigen zeggen haar eigen bijdrage in het verdedigen van haar land 'op magisch niveau', wat later samengesteld is uitgebracht onder de titel The Magical Battle of Britain. Haar eigen huis op Queensborough Terrace werd gebombardeerd en, hoewel de schade enorm meeviel, keken hulpverleners toch vreemd op toen ze het ene na het andere gewaad onder de puinhopen vandaan haalden.

## Levenseinde
Fortune keerde terug naar Glastonbury in januari 1946. Ze zat niet lekker in haar vel en voelde zich erg moe. Ze werd opgenomen in het ziekenhuis en stierf enkele dagen later, met als doodsoorzaak acute myeloïde leukemie. Haar lichaam werd overgebracht naar Glastonbury, om daar begraven te worden. Het merendeel van haar bezittingen liet ze na aan twee leden van de Inner Light, namelijk W.K. Creasy en Arthur Chichester. Deze laatste zou later, in 1947, het leiderschap van de organisatie op zich nemen. Haar laatste roman, Moon Magic was ten tijde van haar overlijden nog niet voltooid. De laatste hoofdstukken zijn volgens haar aanhangers door Fortune vanaf gene zijde via een medium van de society 'doorgegeven'.

### Esoterische werken
- Applied Magic and Aspects of Occultism
- Esoteric Orders and their Work
- Glastonbury - Avalon of the Heart
- Practical Occultism in Daily Life
- Psychic Self Defense
- Sane Occultism
- The Cosmic Doctrine
- The Esoteric Philosophy of Love and Marriage
- The Magical Battle for Britain
- The Mystical Qabalah (De mystieke kabbala, Gnosis, Amsterdam, 1939)
- The Training and Work of an Initiate
- Through the Gates of Death

### Occulte romans
- Moon Magic
- The Demon Lover
- The Goat Foot God
- The Sea Priestess
- The Secrets of Dr Taverner (De geheimen van Dr. Taverner, Uitgeverij Gnosis, Amsterdam)
- The Winged Bull

### Boeken onder de naam Violet Firth
- Machinery of the Mind (Machinerie van het denkvermogen)
- Problem of Purity (Reinheid een probleem?)
- Psychology of the Servant Problem
- Mystical Meditations on the Collect
- The Soya Bean
- Spiritualism in the Light of Occult Science

### Biografieën over Fortune
- The Story of Dion Fortune (Charles Fielding)
- Priestess: the Life and Magic of Dion Fortune (Alan Richardson)
- Quest for Dion Fortune (Janine Chapman)
- Dion Fortune and the Inner Light (Gareth Knight)